# Fèlix Arnaudin
Simon Arnaudin conegut com a Fèlix Arnaudin (La Bohèira, 30 de maig de 1844 - 6 de desembre de 1921) fou un escriptor i fotògraf occità especialista en el folklore de les Landes. Va deixar 3.000 fotografies al Museu d'Aquitània a Bordeus.
Es pot dir que fou al mateix temps lingüista, folklorista, historiador, etnòleg, fotògraf i escriptor. Es feu conegut estudiant el folklore de les Landes de Gascunya, en un temps de total transformació econòmica i social. El seu treball està centrat en les rondalles i cançons gascones, en la terra, les viles, els pastors i els pagesos. Va consagrar la vida a la preservació d'aquest patrimoni.

## Context històric
Fèlix Arnaudin vivia en el que avui és conegut com a bosc de les Landes que, a la seva època, era un mosaic de boscos (roure i pins), camps de cultius i terres ermes per les que pasturaven uns 600.000 corders. El país vivia llavors en un sistema pastoral que fou trencat durant la meitat del segle xix per la reforestació. La data simbòlica d'aquest canvi és la llei del 19 de juliol de 1857 sobre el desenvolupament de les Landes, que incentivava que els municipis plantessin arbres a les terres comunals, i que significà el final del sistema pastoral en aquella zona.